# Yusuhara Hachiman-gū

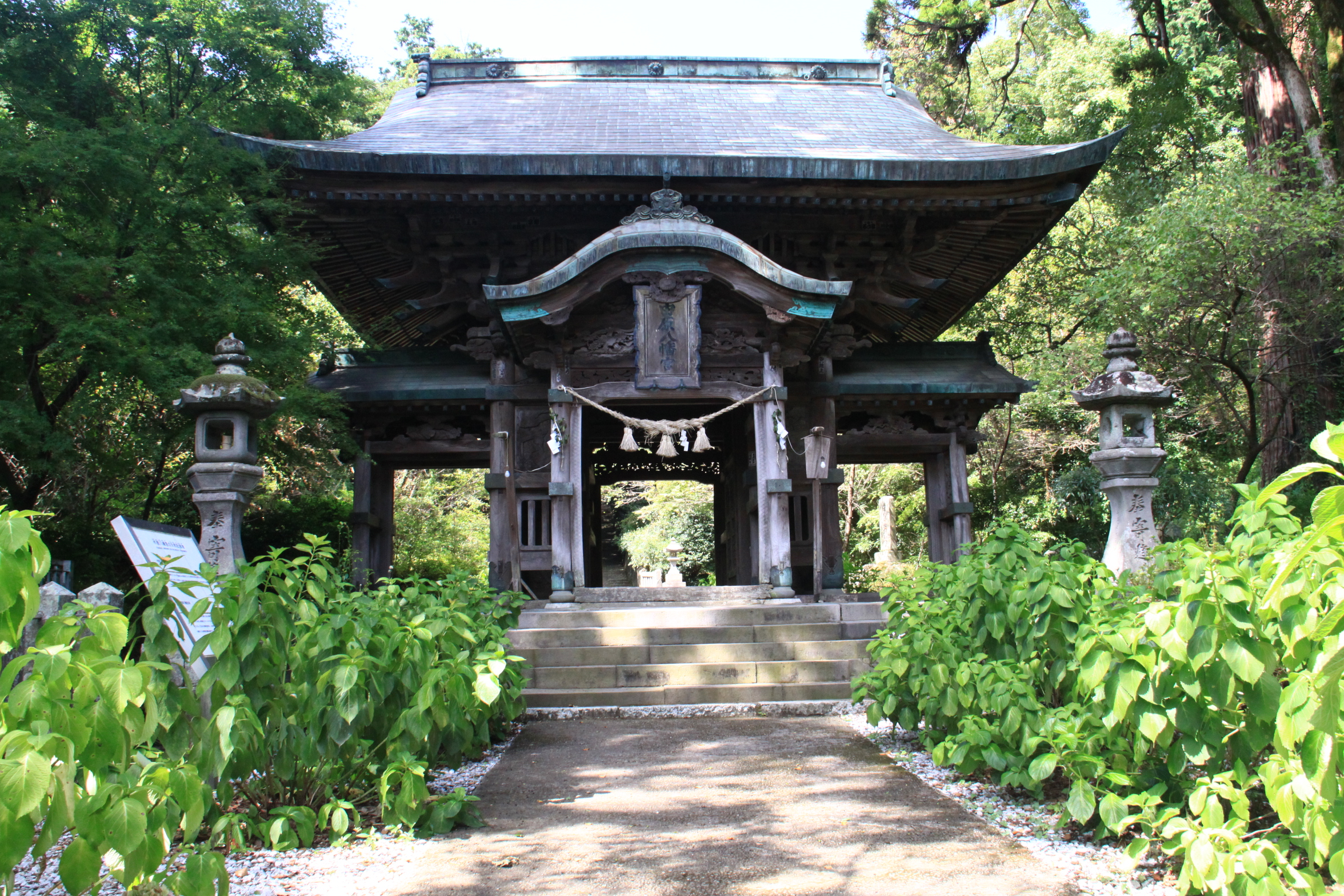
La porte sud du sanctuaire Yusuhara est appelée Higurashimon, ce qui signifie « porte du lever jusqu'au coucher du soleil ».

Le Yusuhara Hachiman-gū (柞原八幡宮) est un sanctuaire shinto japonais situé à Oita sur l'île de Kyushu.

## Histoire
Le sanctuaire Yusuhara aurait été construit au début du IXe siècle. Il est établi comme branche « sanctuaire-temple » (miyadera) du Usa-jingū,.
Le Yusuhara Hachiman-gū est le principal sanctuaire shinto (ichi-no-miya) de l'ancienne province de Bungo. C'est à présent l'ichinomiya de la préfecture de Niigata. Les kamis vénérés sont :
- Chuai tenno (仲哀天皇?)[1] ;
- l'empereur Oojin (応神天皇?)[1] ;
- l'impératrice Jingu (神功皇后?)[1].

En 1916, le sanctuaire est répertorié parmi les sanctuaires nationaux importants de troisième rang ou kokuhei shōsha (国幣小社).